# 布里塔马
布里塔马是巴西圣保罗州的一个市镇。总面积326.638平方公里，总人口14735人，人口密度45.1人/平方公里。